# 정국헌
정국헌(1964년 11월 25일 ~)은 롯데 자이언츠의 전 야구 선수다.

## 출신 학교
- 마산고등학교
- 중앙대학교

## 같이 보기
- 1989년 롯데 자이언츠 시즌